# 蓼 (駆逐艦)
| 昭和8年頃の蓼   |                                                                             |
| 艦歴            |                                                                             |
| 計画            | 八四艦隊計画                                                                |
| 起工            | 1920年12月20日                                                              |
| 進水            | 1922年3月15日                                                               |
| 就役            | 1922年7月31日                                                               |
| その後          | 1943年4月23日戦没                                                           |
| 除籍            | 1943年7月1日                                                                |
| 性能諸元        |                                                                             |
| 排水量          | 常備：850トン                                                               |
| 全長            | 85.3メートル                                                                |
| 全幅            | 9.79メートル                                                                |
| 吃水            | 2.4メートル                                                                 |
| 機関            | ブラウン・カーチス式オールギヤードタービン2基2軸 ロ号艦本式罐3基 21,500馬力 |
| 最大速          | 36ノット                                                                    |
| 航続距離        | 3,000浬/14ノット                                                            |
| 兵員            | 110人                                                                       |
| 兵装 （竣工時） | 45口径12cm単装砲3基 7.7mm連装機銃2艇 53cm魚雷発射管2基4門                   |

蓼（たで）は、日本海軍の駆逐艦。樅型の21番艦である。その艦名はタデ科タデ属の植物の総称・蓼に由来している。

## 艦歴
1920年12月20日、藤永田造船所で起工。1922年3月15日、進水。1922年7月31日、竣工。
1937年8月、支那事変に参加し華北沿岸作戦にも参加。
1940年4月1日、哨戒艇に類別。「第39号哨戒艇」と改名。
1942年3月から4月には西部ニューギニア戡定作戦に参加。
1943年4月23日、石垣島南方で潜水艦の発射した魚雷を受けて漂流中の「第2日新丸」を監視中、与那国島南方にて米潜水艦シーウルフ（USS Seawolf, SS-197)の雷撃を受け沈没。 
1943年7月1日、除籍。
|  |  |

## 艦長
※『日本海軍史』第9巻・第10巻の「将官履歴」に基づく。階級は就任時のもの。

### 艤装員長
- 和田省三 少佐：1922年5月15日 - 7月31日

### 駆逐艦長
- 和田省三 少佐：1922年7月31日 - 12月1日
- 石戸勇三 少佐：1922年12月1日 - 1923年5月1日[1]
- （心得）池田七郎 大尉：1923年5月1日[1] - 12月1日[2]
- 池田七郎 少佐：1923年12月1日[2] - 1925年1月15日[3]
- 武石秀登 少佐：1925年5月15日[4] - 11月10日[5]
- 古瀬倉蔵 少佐：1925年12月1日[6] - 1926年12月1日[7]
- 小林謙五 少佐：1926年12月1日 - 1927年5月14日
- 畠山耕一郎 少佐：1927年5月14日 - 12月1日
- 隈部勇 少佐：1927年12月1日[8] - 1929年2月20日[9]
- 平井泰次 少佐：1929年2月20日 - 1930年12月1日
- 杉浦嘉十 少佐：1930年12月1日 - 1931年12月1日
- 荘司喜一郎 少佐：1931年12月1日 - 1932年11月15日
- 小田操 少佐：1932年11月15日[10] - 1933年11月1日[11]
- 有本輝美智 大尉：1933年11月1日[11] - 1935年11月15日[12]
- 家木幸之輔 少佐：1937年7月29日[13] - 1938年11月15日[14]
- 浜中脩一 少佐：1938年11月15日[14] - 1939年2月20日[15]